# Счётчик посещений
Счётчик (англ. counter, webrating) — сервис, предназначенный для внешнего независимого измерения посещаемости сайтов.
Обычно счётчик состоит из двух частей:
1. код, который размещается на страницах сайтов-участников для сбора данных;
2. движок, который подсчитывает полученную информацию и предоставляет её в виде статистического отчёта.

Счётчик может выступать в роли рейтинга, сортируя сайты по посещаемости. Кроме того, счётчик может использоваться в качестве каталога, так как рейтинги обычно тематически структурированы.
Нередко счётчики также используются как аудит собственной статистики для рекламодателей.
Статистика посещений может также вестись на основании анализа серверных логов (журналов) с помощью специальных программ.